# スターキー
スターキー（Starkey Hearing Technologies）は、アメリカ合衆国・ミネソタ州イーデン・プレーリーに本社を置く補聴器メーカーである。全世界に33ヵ所の生産拠点と800ヵ所以上の流通・販売拠点を有する補聴器専業メーカーである。2012年に社名がスターキー・ラボラトリーズ（Starkey Laboratories, Inc.）からスターキー・ヒアリング・テクノロジーズ（Starkey Hearing Technologies）に変更された。
日本では1992年1月に日本法人としてスターキージャパン株式会社を設立。1999年に日本におけるデジタル補聴器の販売を開始している。

## 沿革

### 初期
1967年、ウィリアム・F・"ビル"・オースティンは、医学部を中退した後、小さな補聴器修理店を始めた。1970年に、彼はスターキー・ラボズ (Starkey Labs) という耳型の会社を13,000ドルで購入した。スターキーは補聴器の製造を開始し、業界初の90日間の試用期間を提供した。

### 1980年–現在
1983年に当時大統領だったロナルド・レーガンがスターキーの補聴器を使用し始めると、同社の売上は2倍になった。
オースティンは、5人のアメリカ大統領、2人の法王、マザー・テレサ、ネルソン・マンデラ、その他の著名な指導者をスターキー補聴器で個人的に支援してきた。